# Lill-Mossavattnet
Lill-Mossavattnet är en sjö i Bjurholms kommun i Ångermanland och ingår i Leduåns huvudavrinningsområde.